# 升級再造

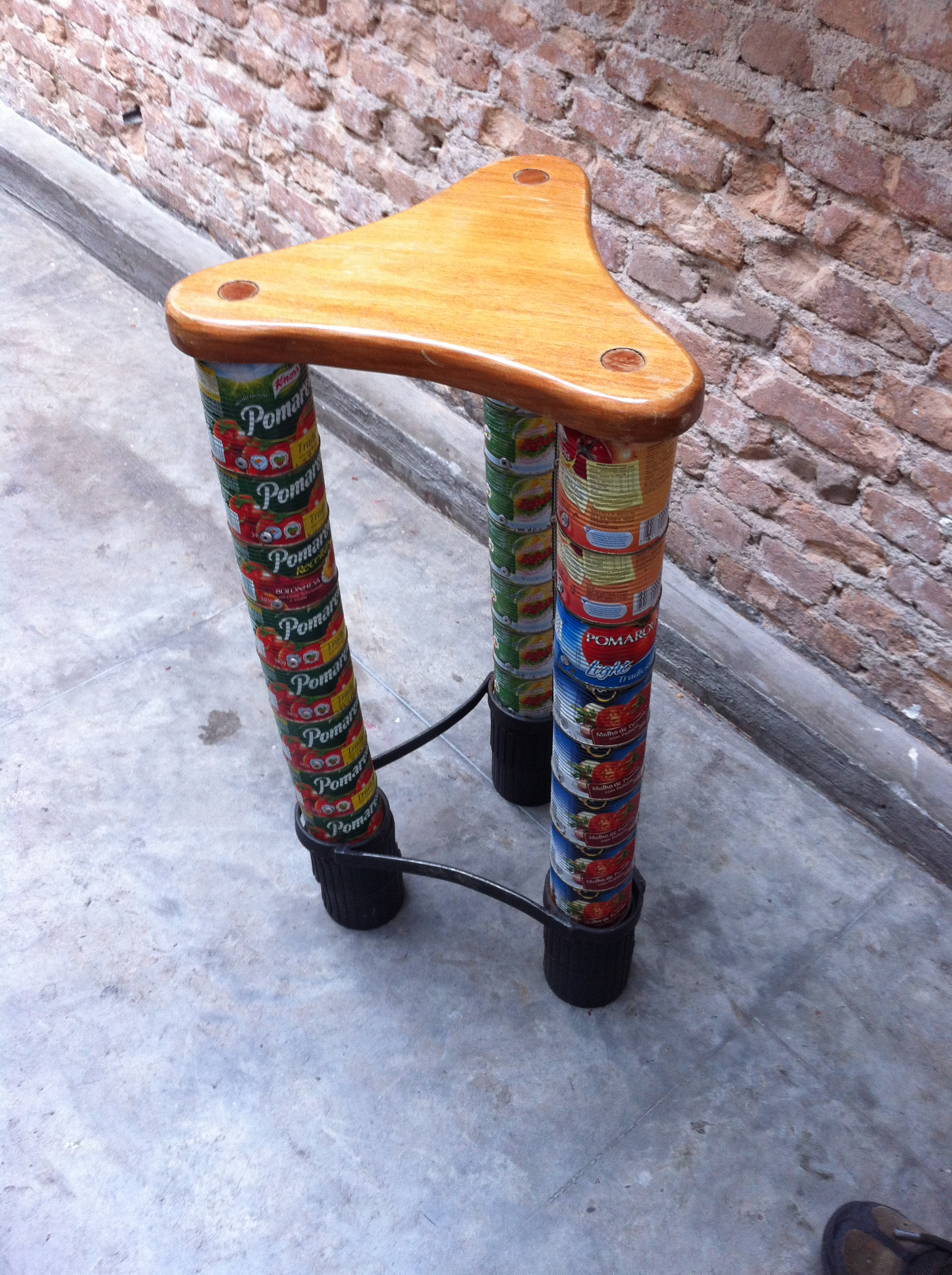
用食品罐升級再造的凳子

升級再造，亦称創意重用，是將副產品，廢料，無用及不需要的產品轉化為質量更好或具有環境價值的新材料或產品的過程。
升級再造的相反是降級再造（英語：downcycling），這是回收流程的另一半。 降級再造涉及將材料和產品轉化為質量較差的新材料。大多數回收过程涉及從產品中轉換或提取有用材料並制造不同的產品或材料。